# Цукурине
Цуку́рине — селище Селидівської міської громади Покровського району Донецької області, в Україні. Розташоване за 49 км від Донецька. Відстань до Селидового становить близько 8 км і проходить автошляхом місцевого значення. У селищі розташований залізничний вузол (станція Цукуриха), здійснюється видобуток вугілля.

## Символіка
Дана символіка не є офіційно затвердженою та була створена в рамках проєкту "Донеччина в Гербах":
"Щит розділено перекинуто вилоподібно на срібне, зелене та чорне поле. У срібному полі зелений локомотив прямо; у зеленому - срібна восьмипроменева зірка, у чорному - срібні молоточки навхрест."
Поділ щита символізує залізничний вузол, що таким самим чином розходиться в самому селищі. Чорний трикутник в підніжжі символізує вугільну промисловість, що представлена здебільшого Збагачувальною фабрикою № 105. Молоточки - символ шахтарської праці, бо місцеві також працюють на шахтах сусідніх населених пунктів.
Срібне поле із зеленим локомотивом на ньому символізує вантажну залізничну станцію Цукуриху. Зелене поле символізує собою все сільське господарство селища. Колись тут була велика птахофабрика.
Срібна восьмипроменева зірка має одразу два значення. Перше - це, так звана, роза вітрів, яка символізує географічне положення Цукуриного і те, що воно розташоване на перетині шляхів між основними сусідніми містами. Цукурине лежить на перетині доріг, які ведуть практично в усі сусідні населені пункти: Селидове, Гірник, Українськ. Друге - це кристал цукру. Бо сама назва Цукурине походить, ймовірно, від прізвища Цукурин, що в свою чергу походить від простого німецького слова «zucker», тобто - цукор.

## Населення

### Мова
Розподіл населення за рідною мовою за даними перепису 2001 року:
| Мова            | Кількість | Відсоток |
| --------------- | --------- | -------- |
| російська       | 1587      | 65.63%   |
| українська      | 812       | 33.58%   |
| білоруська      | 5         | 0.21%    |
| німецька        | 1         | 0.04%    |
| румунська       | 1         | 0.04%    |
| інші/не вказали | 1         | 0.50%    |
| Усього          | 2418      | 100%     |

За даними перепису 2001 року населення селища становило 2418 осіб, із них 33,58 % зазначили рідною мову українську, 65,63 % — ⁣російську, 0,21 % — ⁣білоруську, 0,04 % — ⁣молдовську та німецьку мови.
Динаміка зміни населення Цукурине за роками:

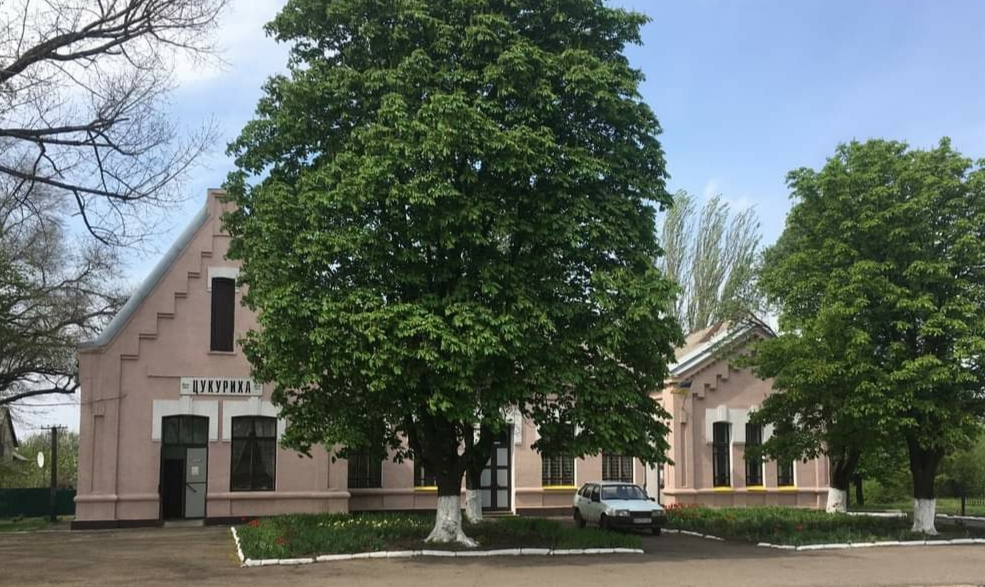

1. ↑  Герб Цукириного
2. ↑  Рідні мови в об'єднаних територіальних громадах України — Український центр суспільних даних
3. ↑  Розподіл населення за рідною мовою, Донецька область. Архів оригіналу за 5 березня 2016. Процитовано 12 лютого 2016. [Архівовано 2016-03-05 у Wayback Machine.]
4. ↑  Наведено за даними державної служби статистики України.